# Habitation Darius
L'habitation Darius, dite La Coulisse ou « habitation Daüs », est une ancienne plantation coloniale située à Vieux-Habitants, sur l'île de Basse-Terre, dans le département de la Guadeloupe en France. Fondée à la fin du XVIIe siècle, elle est inscrite aux monuments historiques depuis 1990.

## Historique
L'habitation est une exploitation caféière et une bonifiérie créées à la fin du XVIIe siècle au moment du développement de la vallée de la Grande Rivière des Vieux-Habitants. Situés sur la rive droite de la rivière, les bâtiments, les terrasses, et certaines installations mécaniques sont classés aux Monuments historiques le 20 avril 1990.